# Epiro (província romana)
O Epiro foi uma província romana que compreendia a região meridional da atual Albânia e a região noroeste da atual Grécia.

## Estatuto
O Epiro foi conquistado pela República Romana por volta de 168 a.C. Não se tornou imediatamente província autônoma, mas foi incorporada à província da Macedônia, instituída em 146 a.C. Com Augusto houve uma reorganização provincial e o Epiro foi dividido entre a Macedônia e a Acaia. Somente por volta de 108 o Epiro tornou-se província autônoma sob o imperador Trajano.
A província do Epiro ainda existia sob Adriano. Após a era de Adriano, porém, não há documentação que permita reconstruir os detalhes da história administrativa do Epiro. É possível que a província tenha permanecido equestre por um longo período,  talvez intermediado, mas sem referência precisa, com algum intervalo senatorial. Ainda sob Caracala houve um procurador imperial.
Com a tetrarquia de Diocleciano, no final do século III, a província foi dividida. em Epiro Novo (Epirus Novus) e Epiro Velho (Epirus Vetus).

## História

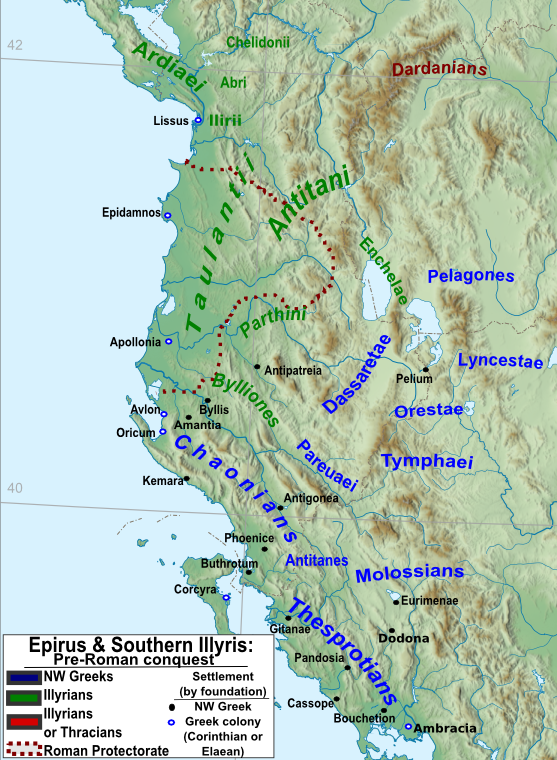
Epiro antes da conquista romana.

Sua posição geográfica foi importante. As primeiras intervenções armadas neste território ocorreram já em 229 a.C.  Com estas primeiras batalhas se tentava eliminar os piratas do mar Adriático e ter relações comerciais e econômicas com cidades como Apolônia e Dirráquio.
Nos primeiros tempos após a conquista romana, o Epiro foi a fronteira do império. Somente mais tarde com o principado de Augusto, quando os confins estenderam-se até o Danúbio, é que houve um assentamento duradouro.
A opinião comum a respeito da criação da província procuratória do Epiro é que esta foi alçada à condição de província na ocasião da mudança de estatuto da Grécia por parte de Nero. A parte setentrional da província de Acaia foi separada do resto da península e dotada de administração autônoma a partir do ano 67 d.C.